# مارك دوسن
مارك دوسن (بالإنجليزية: Mark Dawson)‏ هو وكيل مواهب بريطاني، ولد في 4 فبراير 1960 في لندن في المملكة المتحدة.

## وصلات خارجية
- مارك داوسون على موقع IMDb (الإنجليزية)
- مارك داوسون على موقع قاعدة بيانات الفيلم (الإنجليزية)